# Dendrobium vitiense
Dendrobium vitiense är en orkidéart som beskrevs av Robert Allen Rolfe. Dendrobium vitiense ingår i släktet Dendrobium, och familjen orkidéer. Inga underarter finns listade i Catalogue of Life.